# مي نا
مي نا هي منافسة ألعاب القوى صينية، ولدت في 5 أغسطس 1986 في شيجياتشوانغ في الصين.

## روابط خارجية
- مي نا على موقع Paralympic.org (الإنجليزية)
- مي نا على موقع IPC.InfostradaSports.com (مؤرشف) (الإنجليزية)